# Wool Church

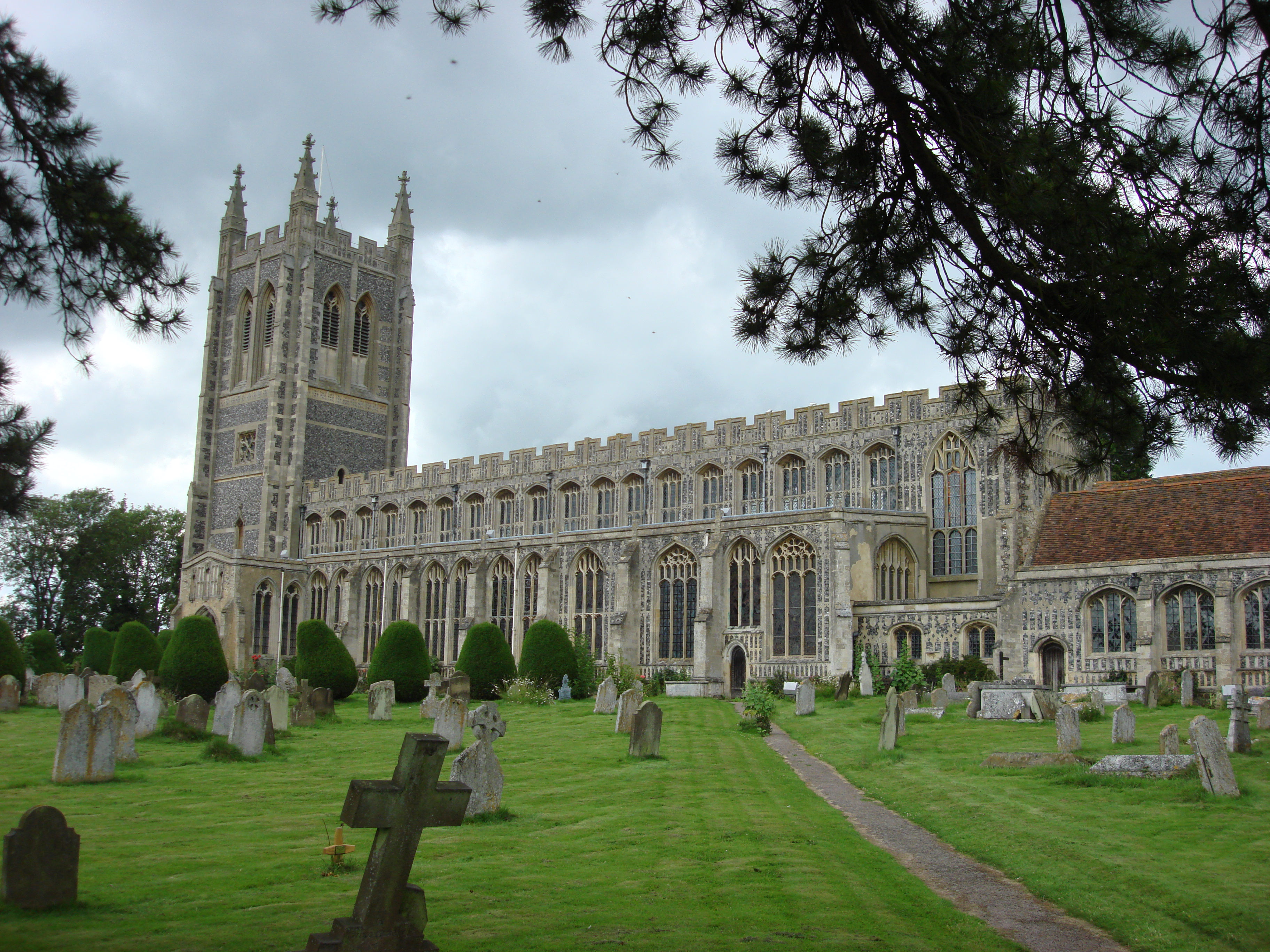
Holy Trinity Church (Dreifaltigkeitskirche)
in Long Melford

Wool Churches, also Wollkirchen, ist die geläufige Bezeichnung für eine Reihe großer und prächtiger Pfarrkirchen in Dörfern und Kleinstädten Englands, gebaut im späten 15. bis frühen 16. Jahrhundert im Tudorstil. Die Bezeichnung dieser spätgotischen Kirchen rührt daher, dass sie aus Einnahmen aus dem Wollhandel finanziert wurden, der zu der Zeit in Teilen Südenglands zu großem Wohlstand führte.
Wool Churches stehen in mehreren Grafschaften:
- Gloucestershire mit den Cotswolds, dort in Chipping Campden, Cirencester und Northleach,
- Norfolk, dort in Attleborough, Aylsham, Cawston und Diss. In Wymondham bauten die Bürger nur einen neuen Turm an die normannische Kirche.
- Suffolk, dort in Lavenham und Long Melford,
- East Sussex, dort in Horsham.